# Kappen-Kliffs
Die Kappen-Kliffs sind 600 m hohe und 8,8 km lange Felsenkliffs an der Scott-Küste des ostantarktischen Viktorialands. Sie bilden den Südrand des Kar-Plateaus. 
Das New Zealand Geographic Board benannte sie 1999 nach dem deutschen Botaniker Ludger Kappen von der Universität Kiel, der im Gebiet um das Cape Geology umfangreiche Studien zur Ökophysiologie von Flechten unternommen hatte.